# Zimri-Lim
Zimri-Lim war von 1773 bis 1759 v. Chr. (mittl. Chronologie), 1709 bis 1695 v. Chr. (kurze Chronologie), 1677 bis 1663 v. Chr. (ultrakurze Chronologie) letzter König von Mari, zu dessen Herrschaftsbereich in seiner Zeit auch Terqa und große Teile der syrischen Steppe gehörten. Seine Hauptfrau war Šibtu; bekannt sind außerdem die beiden mit Haya-Sumû verheirateten Töchter Šimatum und Kirûm. Seine Regentschaft lässt sich der Mittleren Bronzezeit im Nahen Osten zuordnen.

## Leben
Zimri-Lim war amurritischer Herkunft. Er entstammte wahrscheinlich der Dynastie der Könige Jaggid-Lim und Jaḫdun-Lim, die im 19. und frühen 18. Jahrhundert in Mari regierten. Die Herrschaft dieser Dynastie wurde durch die Eroberung Maris durch Šamši-Adad I. unterbrochen. Zimri-Lim bezeichnete sich selbst als Sohn Jaḫdun-Lims. An der Richtigkeit dieser Selbstdarstellung bestehen jedoch Zweifel, da ein Siegel gefunden wurde, das einen gewissen – ansonsten unbekannten – Hatni-[Adad] als seinen Vater nennt. Nach dem Tode Šamši-Adads erlangte Zimri-Lim mit Hilfe des Staates Jamchad die Macht über Mari, das bis dahin Šamši-Adads jüngerer Sohn Jasmaḫ-Addu als Vizekönig des Altassyrischen Reiches verwaltet hatte.

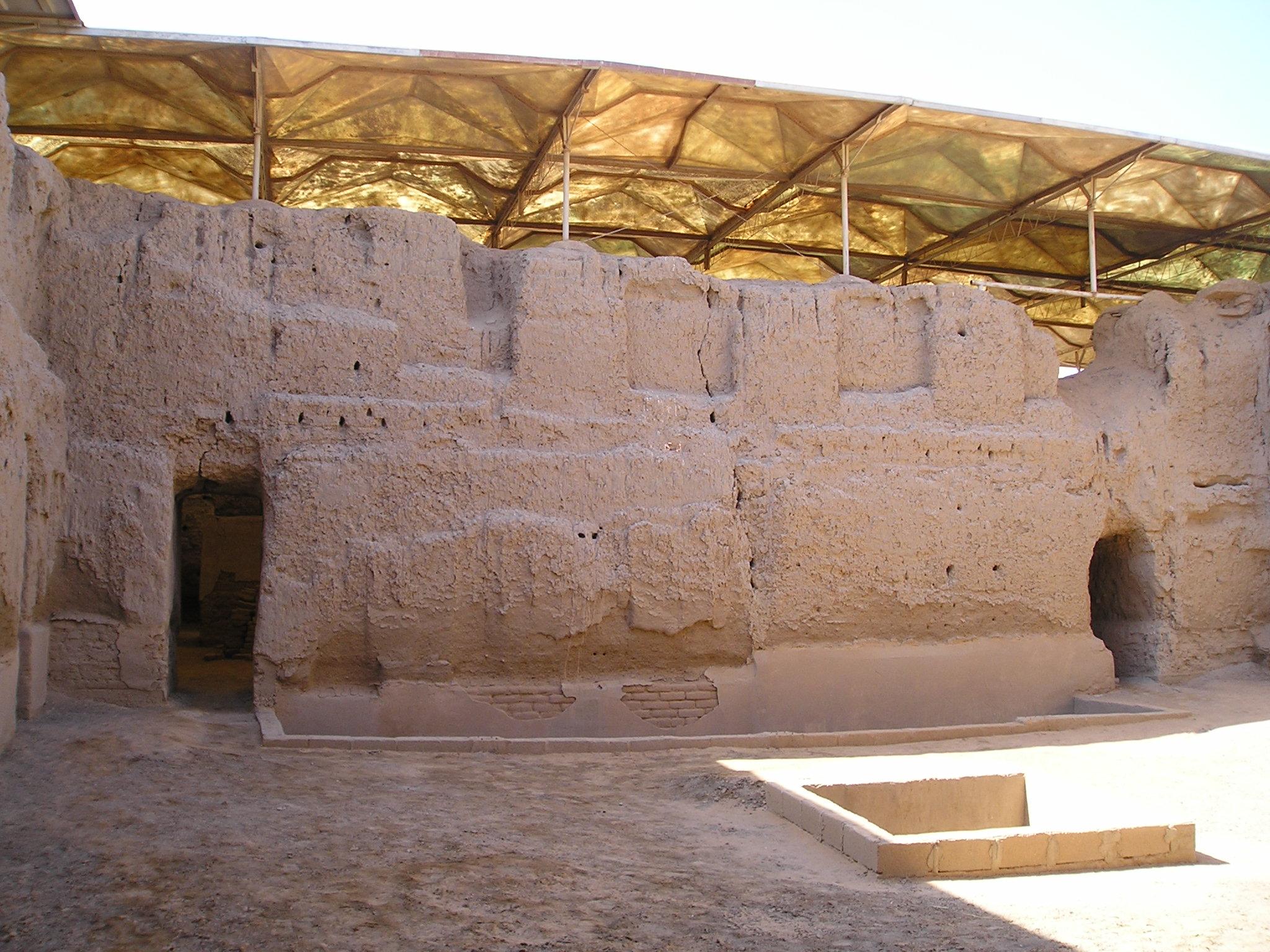
Ruinen des Zimri-Palastes in Mari, Syrien

Vor seiner Machtübernahme in Mari hatte er sich (wenigstens zeitweilig) am Hofe von Jamchad in Aleppo aufgehalten und gemeinsam mit Jarim-Lim I. von Jamchad gegen die Koalition aus Assyrien und Qatna gekämpft. Auch später unterhielt er enge Beziehungen zu diesem Staat. Er stiftete dem Hadad von Aleppo, dem zentralen Kultgegenstand Jamchads, seine Statue, die die Gottheit in Dankbarkeit für deren Unterstützung bei der Erlangung des Thrones von Mari anzubeten hatte.
Dennoch heiratete er sowohl Jarim-Lims Tochter Šibtum als auch Dam-huraši, eine Prinzessin aus Qatna. Er war darüber hinaus wahrscheinlich auch mit der aus Hazor stammenden Atar-Aya verheiratet, mit der er eine Reise in die Levanteregion unternahm. Schon seine verwandtschaftlichen Beziehungen würden damit einen Großteil der ihm bekannten Welt umfasst haben. Seine Töchter verheiratete er an Vasallen, wie z. B. Inib-scharri  an den König von Aschlakka. Zudem unterhielt er weitgespannte diplomatische Beziehungen zu vielen anderen Staaten Mesopotamiens und Syriens. Seine Vermittlung bei den Friedensverhandlungen zwischen Jamchad und Qatna ist sicherlich ein Ausweis seines diplomatischen Einflusses.
In den frühen Regierungsjahren besetzte er Kahat. In der Folge beteiligte er sich auch an kriegerischen Unternehmungen seines Verbündeten Hammurapi von Babylon. Beide Herrscher liehen einander Truppen aus. Hammurabi profitierte von diesem Austausch jedoch stärker als Zimri-Lim. Darüber hinaus vermittelte Zimri-Lim Hammurabi Truppen des gemeinsamen Verbündeten Jamchad.
Für seine militärischen Unternehmungen rekrutierte er unter anderem Soldaten aus verschiedenen nomadischen Stammesverbänden, die in seinem Machtbereich lebten – vor allem aus dem der Jamniten. Jedoch ließen sich die Nomaden nicht immer ohne weiteres gefügig instrumentalisieren. Teilweise konnte Zimri-Lim sie selbst durch Tributzahlungen nicht von Raubüberfällen auf die befestigten Orte seines eigenen Staates abhalten. Im Jahr 1771/1707/1675 v. Chr. kam es zudem zu einem Konflikt mit den rebellierenden Jamniten unter ihrem Führer Jagih-Addu von Mišlan.
Hammurabi begann in seinem 33. Regierungsjahr Mari anzugreifen und nahm es schließlich in seinem 34. Jahr ein. Das Schicksal, das Zimri-Lim hierbei erlitt, ist unbekannt. Die Stadt Mari wurde hierbei komplett zerstört, die Tontafeln des Archivs jedoch infolge der Brandschatzung der Palastanlagen gebrannt. Dadurch sind uns viele schriftliche Quellen in sehr gutem Zustand überliefert. Zimri-Lim, aus dessen Regierungszeit die meisten Urkunden in diesem Archiv stammen, ist deshalb einer der am besten bekannten Herrscher seiner Zeit.

## Bedeutung

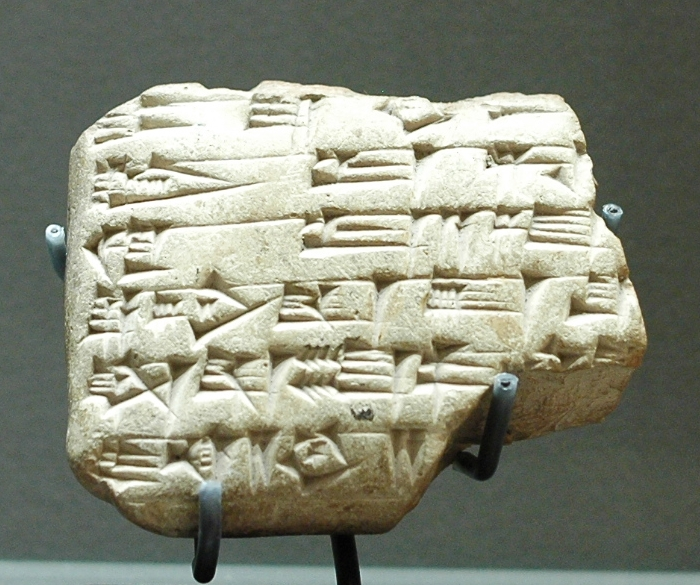
Tontafel, die die Errichtung eines Eishauses erwähnt

Zimri-Lim unterhielt verwandtschaftliche, diplomatische und Handelsbeziehungen, die sich über weite Teile des vorderen Orients erstreckten. Zeugnis davon geben uns die sogenannten Mari-Briefe, unter die auch die Korrespondenzen Jasmaḫ-Addus subsumiert werden. Sie umfassen gemeinsam mit den Verwaltungsdokumenten des Palastes über 20.000 Tontafeln und informieren uns außer über Mari auch über die ökonomischen, politischen, kulturellen und religiösen Verhältnisse in den Staaten von Elam über Larsa, Babylon, Ešnunna, Assyrien, Karkemiš, Jamchad, Qatna bis nach Alalaḫ, Ugarit und Hazor. Sie stellen damit das reichste uns derzeit zugängliche zeitgenössische Quellenkonvolut für diesen Raum dar. Eine besondere Bedeutung besitzen dabei die an Zimri-Lim gerichteten Prophetensprüche, die zum Teil große strukturelle und inhaltliche Ähnlichkeiten mit bestimmten Prophetien des Alten Testaments, v. a. der Samuel- und Könige-Bücher, aufweisen. Diese Parallelen haben die Vorstellung aufgebracht, dass die alttestamentliche Prophetie in einer amurritischen (westsemitischen) Tradition stehe, die sich durch spontanen, „inspirierten“ Erhalt göttlicher Botschaften auszeichne, und sich deutlich von der in älteren Quellen vorherrschenden mesopotamischen Tradition unterscheide, in der die mantische Expertise dominiert.
Die von Zimri-Lim vollendeten Palastanlagen von Mari, deren Bau wahrscheinlich schon von einem seiner Vorgänger begonnen wurde, suchten hinsichtlich Größe und Pracht in ihrer Zeit ihresgleichen. Sie erstreckten sich über eine Fläche von mehr als 2,5 Hektar und wurden schon damals als Sehenswürdigkeit besucht. Einige ihrer Wandmalereien sind heute im Louvre in Paris zu sehen, sie werden als Investitur des Zimri-Lim bezeichnet.
Das Palastleben unter Zimri-Lim ist besonders gut dokumentiert. So erfährt man, dass der Herrscher ein Eishaus hatte, in dem man Eis aus dem Gebirge lagerte, um im Sommer kühle Getränke zu sich nehmen zu können. Es sind Gerichte bekannt, die am Hof gegessen wurden oder man liest, dass ein Löwe auf dem Dach eines Hauses gesichtet wurde, der dann gefangen und in einem Holzkäfig zu Zimri-Lim gebracht wurde.

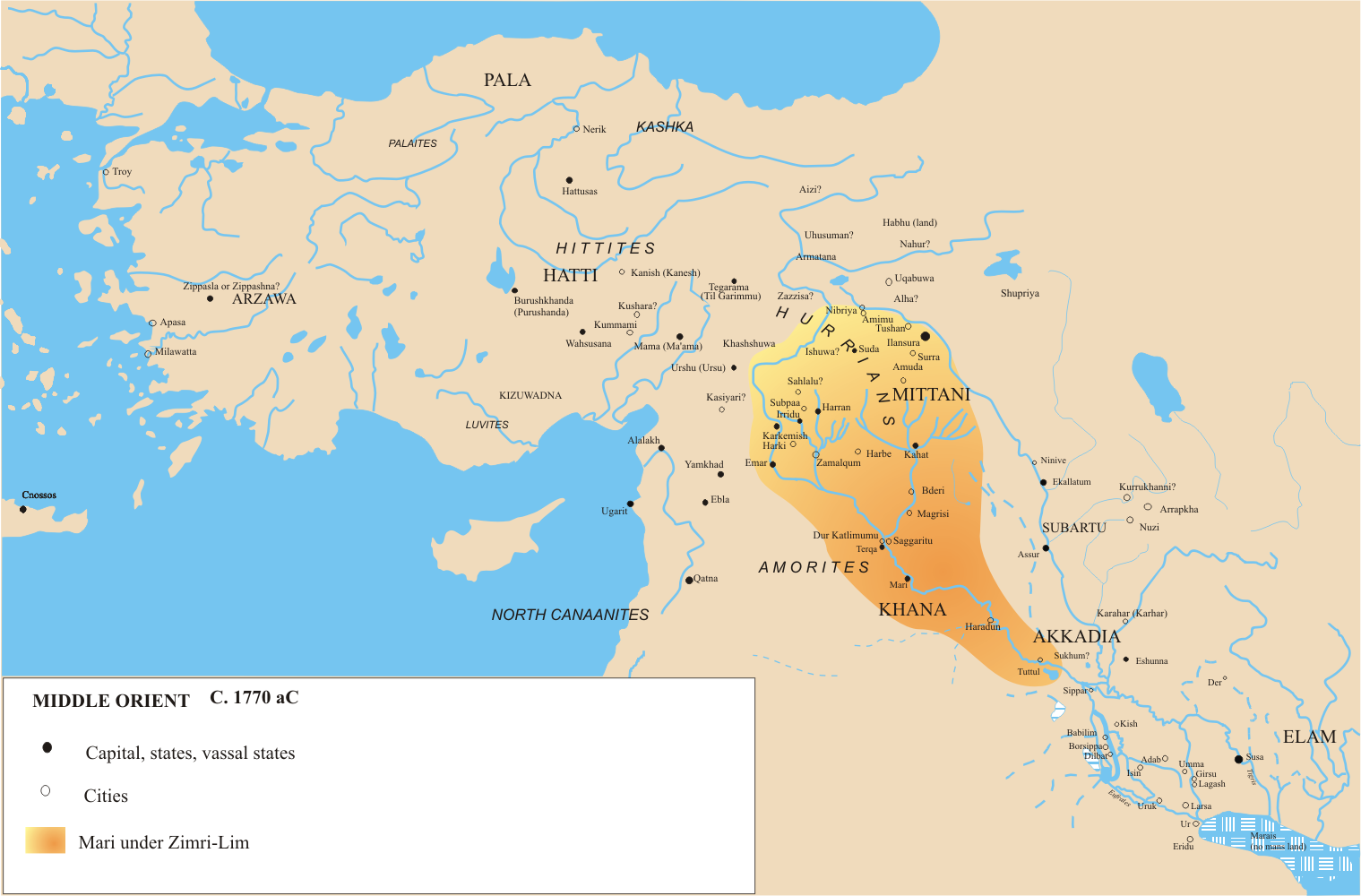
Geopolitische Situation um 1770 v. Chr.